# Mei Jiang
Mei Jiang (kinesiska: 梅江) är ett vattendrag i Kina. Det ligger i provinsen Guangdong, i den södra delen av landet, omkring 370 kilometer nordost om provinshuvudstaden Guangzhou.
Genomsnittlig årsnederbörd är 1 927 millimeter. Den regnigaste månaden är maj, med i genomsnitt 366 mm nederbörd, och den torraste är oktober, med 21 mm nederbörd.